# Tristán e Isolda (película de 2006)
Tristán e Isolda (2006) es una película dirigida por Kevin Reynolds y protagonizada por James Franco y Sophia Myles. Está basada en la leyenda celta homónima.

## Argumento
Siglo V. Tristán (James Franco) es un soldado que es dado por muerto durante la guerra entre uno de los reinos en los que se divide la entonces Inglaterra e Irlanda. Cuando arrojan su cuerpo al mar y éste llega a una pequeña costa irlandesa, es rescatado por una mujer (Sophia Myles) y su criada. Enamorado de ella, lo que Tristán no imagina es que su salvadora es la princesa Isolda.
La película está ambientada en la Gran Bretaña e Irlanda, de la Edad Media, tras la caída del Imperio Romano en el siglo quinto. 
Marke, Señor de Cornualles (Rufus Sewell) pretende unificar a los pueblos de Gran Bretaña - celtas, anglos, sajones y jutos - como rey supremo para resistir la dominación irlandesa.
La mayoría de los señores están de acuerdo con esto, ya que Marke está muy bien considerado y es respetado como un líder justo y valiente. 
El rey irlandés Donnchadh (David O'Hara) descubre esto y envía tropas para atacar un castillo Jutish donde se está discutiendo un tratado entre las tribus británicas. La redada cobra la vida del  señor del castillo y de su esposa. Marke salva a su hijo Tristán a costa de perder una mano.
Como siente compasión por el joven, cuyos padres lealmente lo apoyaron, Marke acoge a Tristán (James Franco) en su casa tratándolo como un hijo. Tristán crece y se convierte en un feroz y valiente guerrero cuya lealtad a Marke no es la de un caballero a su señor, sino la de un hijo a su padre.
Tristán y otros guerreros de Cornualles lanzan un ataque contra una caravana de esclavos irlandeses. En la batalla, él encuentra a Morholt, campeón y líder del ejército de Donnchadh, a quien la princesa Isolda (Sophia Myles) ha sido prometida en matrimonio. A pesar de que Tristán mata a Morholt y las fuerzas de Donnchadh son vencidas, Tristán es gravemente herido en el combate y dado por muerto, cuando solo sufre los efectos de la espada envenenada de Morholt.
El cuerpo de Tristán es lanzado al mar en un barco funerario que finalmente llega a las costas de Irlanda. Allí es descubierto por Isolda y su criada Bragnae, quien le administra un antídoto que lo revive, y luego, secretamente lo cuida hasta sanarlo. Tristán e Isolda se enamoran, pero Isolda no revela su verdadero nombre.
Después de algún tiempo Tristán se ve obligado a huir a Cornwall. Él regresa a casa donde recibe una bienvenida de héroe, y en donde un confundido pero feliz Marke le da la bienvenida con los brazos abiertos.
Tras ser derrotado en Gran Bretaña, Donnchadh propone un tratado de paz, dando la mano de su hija Isolda en matrimonio al ganador del torneo. Tristán participa en nombre del Rey Marke, sin darse cuenta de que "el premio" es la mujer de la que se enamoró en Irlanda. 
Él gana el torneo, solo para descubrir la verdad acerca de Isolda y para ver a su prometido: Marke.
Aunque Marke es amable con Isolda, y ella está encariñada con él, su corazón pertenece a Tristán, quien a su vez, se debate entre su amor por Isolda y su lealtad a Marke.
La pareja finalmente renovará su amor y comienza un romance a espaldas de Marke, aunque a menudo consideran acabar con ello por el bien de Marke. Finalmente la relación es descubierta por Lord Wictred (Mark Strong), quien rechaza el liderazgo de Marke. Él conspira con Donnchadh para derrocar a Marke y conseguir el trono.
En el último intento de Tristán de terminar la relación, él e Isolda son capturados en una situación incómoda por todos los reyes británicos. Viendo esto como una debilidad por parte de Marke, los reyes deciden separarse de Marke, las alianzas están en ruinas y su esposa y su hijo le han traicionado.
Marke es a primera herida y furioso por su traición, pero cede después de escuchar a Isolda explicar su historia con Tristán y les ofrece la oportunidad de huir juntos. Pero Tristán (que le dice a Isolda que si fugarse, serán recordados para siempre como aquellos "cuyo amor derribado un reino" ) escoge quedarse en Inglaterra y luchar por su rey.
Al mismo tiempo, Melot (Henry Cavill) viejo amigo de Tristán y sobrino de Marke, enojado muestra a Wictred  un pasadizo utilizado por Tristán e Isolda para llevar a cabo su aventura. Wictred luego apuñala fatalmente a Melot y se cuela con su ejército en el castillo. Marke y sus fuerzas rápidamente son inmovilizadas, tanto fuera del castillo por Donnchadh como dentro del mismo por los hombres de Wictred.
Tristán ingresa nuevamente al castillo a través de un túnel secreto. En el camino, se encuentra con Melot agonizando. Los viejos amigos se perdonan mutuamente  antes de que Melot muera. Tristán emerge del túnel y ataca a los hombres de Wictred, permitiendo a los soldados de Marke asegurar el castillo, pero él es mortalmente herido en combate por Wictred, a quien mata poco después.
Ahora superados en número, Tristan, Marke y sus soldados emergen del castillo. Marke insta a los reyes británicos e irlandeses que le ayuden a convertir Inglaterra en una sola nación  libre. Inspirado por sus palabras, los reyes británicos y sus hombres atacan a Donnchadh y su ejército.
Al estallar la feroz batalla entre británicos e irlandeses, Marke lleva a Tristán a la orilla del río, donde encuentra a Isolda en cuyos brazos muere tras pronunciar sus últimas palabras "Tenías razón. No sé si la vida es más que la muerte. Pero el amor fue más que bien." Isolda asiste al entierro para luego desaparecer de la historia. Se dice que Marke derrotó a los irlandeses, unió Bretaña, y gobernó en paz hasta el final de sus días.

## Reparto
| Actor             | Personaje     |
| ----------------- | ------------- |
| James Franco      | Tristán       |
| Sophia Myles      | Isolda        |
| Rufus Sewell      | Lord Marke    |
| Mark Strong       | Lord Wictred  |
| Henry Cavill      | Melot         |
| David O'Hara      | Rey Donnchadh |
| Bronagh Gallagher | Bragnae       |

## Comentarios
Los hermanos Ridley Scott y Tony Scott asumieron como productores ejecutivos de la película. La película se ha rodado en Irlanda y en República Checa
- Datos: Q310729